# Royal Standard de Liège (femminile)
Il Royal Standard de Liège è una squadra belga di calcio femminile con sede a Liegi, sezione, dal 2012, dell'omonimo club maschile. Nella denominazione italiana, al nome del club viene spesso tradotto l'appellativo della città, diventando semplicemente Standard Liegi. Ha vinto il campionato belga femminile di calcio per 20 volte, incluse le prime due edizioni (2015-2016 e 2016-2017) della Super League. Ha inoltre vinto un'edizione della BeNe League.

## Storia
Il club fu fondato nel 1971 con il nome di Saint-Nicolas FC Liège. Vinse il suo primo titolo nazionale nel 1974. La stagione successiva, il Saint-Nicolas FC Liège cambiò denominazione in Standard Fémina de Liège. In 20 anni, il club ha vinto più volte il campionato belga, la coppa nazionale e la Supercoppa belga.
A partire dalla stagione 1995-1996 per lo Standard si aprì un periodo buio, fatto di 10 anni consecutivi senza vincere titoli. A questo lasso di tempo senza successi venne messa fine nella stagione 2005-2006, culminata con la conquista della quinta Coppa del Belgio. Nella stagione 2008-2009 arrivò anche il tredicesimo titolo nazionale, seguito dal debutto in Champions League. Negli anni seguenti conquistò altri 3 titoli di campione nazionale, 3 Supercoppe belghe e una Coppa del Belgio.
Dal giugno 2012 lo Standard Fémina de Liège diventò la sezione femminile del Royal Standard de Liège, perdendo, in conseguenza al cambiamento societario, nel nome ufficiale il termine Fémina. Nell'estate dello stesso anno il club debuttò nella neonata BeNe League, il nuovo massimo campionato di calcio femminile unito di Belgio e Paesi Bassi. In questo torneo, creato per alzare il livello delle squadre, la migliore classificata dei 2 Paesi si aggiudicava anche il rispettivo titolo di campione nazionale. Nei tre anni di vita della BeNe League lo Standard risultò sempre la migliore squadra belga e nella stagione 2014-2015 vinse il campionato. Nell'estate 2015, con la chiusura della BeNe League, lo Standard è entrato a far parte della neo-costituita Super League, la nuova massima serie del campionato belga, vincendo le prime due edizioni.

## Palmarès
- Campionato belga femminile di calcio: 18

1973-1974, 1975-1976, 1976-1977, 1977-1978, 1981-1982, 1983-1984, 1984-1985, 1985-1986, 1989-1990, 1990-1991, 1991-1992, 1993-1994, 2008-2009, 2010-2011, 2011-2012, 2012-2013, 2013-2014, 2014-2015
- Campionato belga: 2

2015-2016, 2016-2017
- BeNe League: 1

2014-2015
- Coppa del Belgio: 8

1985-1986, 1988-1989, 1989-1990, 1994-1995, 2005-2006, 2011-2012, 2013-2014, 2017-2018
- Supercoppa belga di calcio femminile: 7

1983-1984, 1985-1986, 1988-1989, 1993-1994, 2008-2009, 2010-2011, 2011-2012
- BeNe Super Cup: 2

2011, 2012

## Statistiche

### Risultati nelle competizioni UEFA
| Stagione | Competizione     | Fase                     | Avversario          | Risultato | Risultato | Risultato |
| Stagione | Competizione     | Fase                     | Avversario          | andata    | ritorno   | aggregato |
| -------- | ---------------- | ------------------------ | ------------------- | --------- | --------- | --------- |
| 2009-10  | Champions League | sedicesimi di finale     | Montpellier         | 0-0       | 1-3       | 1-3       |
| 2011-12  | Champions League | sedicesimi di finale     | Brøndby             | 0-2       | 4-3       | 4-5       |
| 2012-13  | Champions League | sedicesimi di finale     | Turbine Potsdam     | 1-3       | 0-5       | 1-8       |
| 2013-14  | Champions League | sedicesimi di finale     | Glasgow City        | 2-2       | 1-3       | 3-5       |
| 2014-15  | Champions League | gironi di qualificazione | Atlético Ouriense   | 0-1       | 0-1       | 0-1       |
| 2014-15  | Champions League | gironi di qualificazione | Cardiff Met. Ladies | 10-0      | 10-0      | 10-0      |
| 2014-15  | Champions League | gironi di qualificazione | ASA Tel Aviv        | 1-0       | 1-0       | 1-0       |
| 2015-16  | Champions League | sedicesimi di finale     | 1. FFC Francoforte  | 0-2       | 0-6       | 0-8       |
| 2016-17  | Champions League | gironi di qualificazione | FK Minsk            | 1-3       | 1-3       | 1-3       |
| 2016-17  | Champions League | gironi di qualificazione | Dragon 2014         | 11-0      | 11-0      | 11-0      |
| 2016-17  | Champions League | gironi di qualificazione | Osijek              | 1-1       | 1-1       | 1-1       |
| 2017-18  | Champions League | gironi di qualificazione | Pärnu JK            | 2-0       | 2-0       | 2-0       |
| 2017-18  | Champions League | gironi di qualificazione | Rīgas FS            | 8-0       | 8-0       | 8-0       |
| 2017-18  | Champions League | gironi di qualificazione | Ajax                | 0-3       | 0-3       | 0-3       |

## Organico

### Rosa 2017-2018
Rosa, ruoli e numeri di maglia come da sito ufficiale, aggiornati al 6 maggio 2019.
| N. |                        | Ruolo | Calciatrice        |
| -- | ---------------------- | ----- | ------------------ |
| 1  | Paesi Bassi (bandiera) | P     | Britt Renzen       |
| 2  | Belgio (bandiera)      | D     | Sophie Strepenne   |
| 4  | Belgio (bandiera)      | D     | Gwyneth Vanaenrode |
| 5  | Belgio (bandiera)      | D     | Maurane Marinucci  |
| 6  | Belgio (bandiera)      | C     | Cécile De Gernier  |
| 8  | Paesi Bassi (bandiera) | A     | Sanne Schoenmakers |
| 9  | Paesi Bassi (bandiera) | C     | Carolina Wolters   |
| 10 | Belgio (bandiera)      | C     | Noémie Gelders     |
| 11 | Belgio (bandiera)      | A     | Lola Wajnblum      |

| N. |                   | Ruolo | Calciatrice         |
| -- | ----------------- | ----- | ------------------- |
| 12 | Belgio (bandiera) | P     | Kenza Vrithof       |
| 14 | Belgio (bandiera) | A     | Zoë Van Eynde       |
| 16 | Belgio (bandiera) | P     | Lisa Lichtfus       |
| 17 | Belgio (bandiera) | D     | Ellen Charlier      |
| 18 | Belgio (bandiera) | C     | Charlotte Cranshoff |
| 20 | Belgio (bandiera) | A     | Constance Brackman  |
| 21 | Belgio (bandiera) | A     | Lisa Petry          |
| 22 | Belgio (bandiera) | A     | Justine Blave       |